# Denkmalgeschützte Objekte im Bezirk Villach-Land
Im Bezirk Villach-Land bestehen 285 denkmalgeschützte Objekte. Die unten angeführte Liste führt zu den Gemeindelisten und gibt die Anzahl der Objekte an.
| Gemeindeliste             | Objektanzahl |
| ------------------------- | ------------ |
| Afritz am See             | 4            |
| Arnoldstein               | 33           |
| Arriach                   | 7            |
| Bad Bleiberg              | 24           |
| Feistritz an der Gail     | 4            |
| Feld am See               | 2            |
| Ferndorf                  | 2            |
| Finkenstein am Faaker See | 29           |
| Fresach                   | 6            |
| Hohenthurn                | 9            |
| Nötsch im Gailtal         | 23           |
| Paternion                 | 24           |
| Rosegg                    | 14           |
| Sankt Jakob im Rosental   | 19           |
| Stockenboi                | 10           |
| Treffen am Ossiacher See  | 14           |
| Velden am Wörther See     | 32           |
| Weißenstein               | 10           |
| Wernberg                  | 19           |